# Guerre civili norvegesi

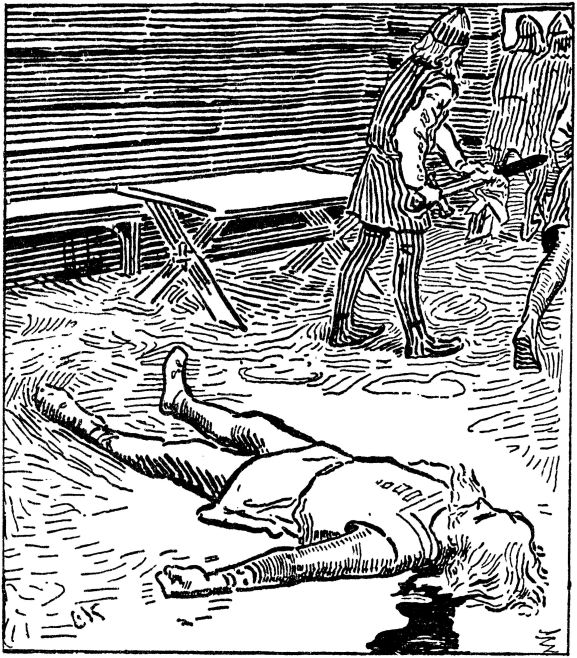
La morte di re Erling. Illustrazione di Christian Krohg per la saga di Haakon Sigurdsson, dall'Heimskringla (edizione del 1899).

Per guerre civili norvegesi (in Norvegese borgerkrigstida) si intende quella serie di battaglie tra i pretendenti al trono di re di Norvegia tra il 1130 e il 1240. La lunghezza del periodo storico preso in considerazione fa spesso parlare dello stesso come l'era delle guerre civili all'interno della storia della Norvegia. I motivi delle guerre sono tuttora molto dibattuti tra gli storici. L'obiettivo delle parti in guerra era sempre quello di porre il loro candidato sul trono di Norvegia, fin dalla morte di Sigurd I di Norvegia. All'inizio degli scontri le alleanze erano mutevoli e cambiavano a seconda del nome del candidato ma, verso la fine del XII secolo, emersero due fazioni principali, conosciute come Birkebeiner e Bagler. Dopo che le due fazioni si furono riconciliate nel 1217, un sistema governativo maggiormente incentrato sulla figura del re riuscì a porre gradualmente fine alle lotte intestine. Il tentativo di ribellione di Skule Bårdsson fu definitivamente placato da Haakon IV nel 1240, anno in cui viene fatta coincidere la fine dell'era delle guerre civili.

## Eventi delle guerre civili

### Antefatti
Il merito dell'unificazione della Norvegia in un solo regno viene tradizionalmente assegnato ad Harald Bellachioma e alla sua vittoria nella battaglia di Hafrsfjord nell'872, ma il processo di unificazione durò per molti degli anni successivi a questa data prima di consolidarsi. Verso la metà dell'XI secolo il processo sembrava essere completato. Comunque era ancora d'uso per molti regnanti condividere il comando del Regno di Norvegia; ciò appariva come la migliore soluzione quando due o più eredi si contendevano la corona e questo perché non esisteva una chiara e definitiva legge di successione al trono. Il principale criterio per essere considerati candidati al trono era essere discendenti di Harald Bellachioma per linea maschile e non c'era distinzione tra nascita legittima o illegittima riguardo al diritto di eredità.
Re Sigurd I, detto Sigurd il Crociato, condivise il comando assieme ai suoi fratelli, re Eystein I e re Olav ma dopo la morte dei fratelli egli rimase l'unico regnante e suo figlio maggiore Magnus era erede al trono ufficiale. Però, verso la fine degli anni 1120, un uomo chiamato Harald Gillekrist giunse in Norvegia dall'Irlanda, dichiarando di essere figlio del padre di re Sigurd I, re Magnus III. Quest'ultimo aveva passato un periodo della sua vita conducendo una campagna proprio in Irlanda, e Harald Gillekrist era quindi fratello di re Sigurd. Harald provò la sua discendenza tramite un'ordalia, il modo più comune per stabilire la verità su certi argomenti all'epoca, e re Sigurd lo riconobbe ufficialmente come suo fratello. Comunque Harald dovette pronunciare un giuramento secondo il quale non avrebbe rivendicato il trono di Norvegia finché re Sigurd o suo figlio fossero ancora in vita.

### La successione di Sigurd I il Crociato

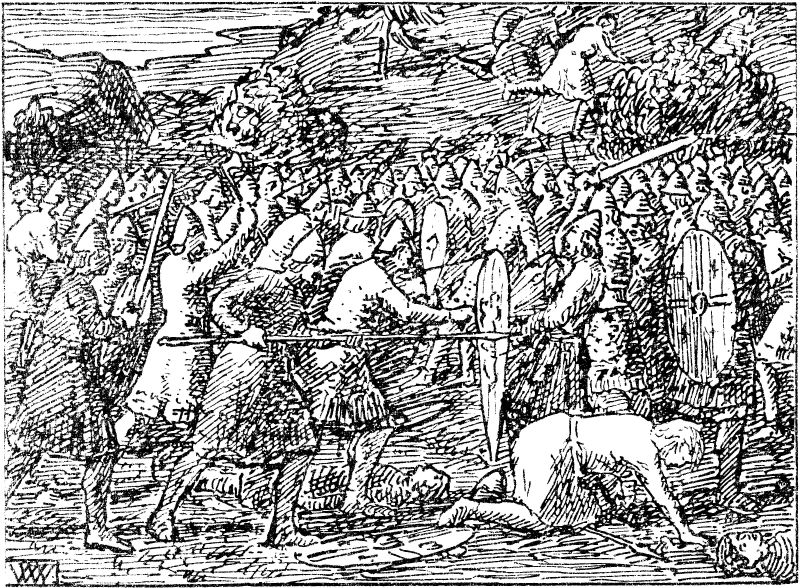
La battaglia di Minne tra Sigurd Slembe e Inge I
così come immaginata dall'artista Wilhelm Wetlesen nell'edizione del 1899 dell'Heimskringla.

Quando Sigurd, nel 1130, morì, Harald ruppe il suo giuramento. Il figlio maggiore di Sigurd, Magnus, venne proclamato re, ma Harald rivendicò il trono e ricevette molto supporto per la sua causa. Fu raggiunto un accordo ai sensi del quale sia Magnus che Harald sarebbero stati sovrani e co-reggenti. La pace, però, durò pochi anni e nel 1134 iniziarono i primi scontri in campo aperto. Nel 1135 Harald sconfisse e catturò Magnus presso Bergen. Magnus fu reso cieco, castrato, mutilato e imprigionato in un monastero. Proprio per questo venne poi chiamato Magnus il cieco.
Nello stesso periodo, Sigurd Slembe, un altro uomo proveniente dall'Irlanda dichiarò di essere figlio di re Magnus III, dichiarando di aver provato il fatto in un'ordalia effettuata in Danimarca. Harald Gillekrist non lo riconobbe, però, come proprio fratello. Nel 1136 Sigurd uccise Harald nel sonno a Bergen e si dichiarò re di Norvegia. I seguaci di Harald non lo accettarono come re e dichiararono re i due figli infanti di Harald: Sigurd Munn e Inge il Gobbo. Sigurd Slembe liberò Magnus il Cieco dalla sua forzata vita monastica e vi si alleò. La guerra tra Sigurd Munn e Magnus il Cieco da una parte e i vecchi seguaci di Harald Gillekrist dall'altra si protrasse fino al 1139 quando Magnus e Sigurd furono sconfitti in una battaglia presso Hvaler. Magnus fu ucciso durante la battaglia mentre Sigurd Slembe fu catturato e torturato a morte.

### Il regno dei figli di Harald IV
Finché Sigurd Munn e Inge furono minorenni la condivisione dei poteri restò e il regno rimase in pace. Ma nel 1142, ancora una volta, arrivò un "figlio di re" da ovest del Mare del Nord. Si trattava di Øystein Haraldsson figlio di Harald Gillekrist. Øystein reclamava la sua parte di eredità essendo fratello dei due regnanti e ottenne quindi anche lui il titolo di re e un terzo del regno. I tre fratelli regnarono insieme, apparentemente in pace, fino al 1155. Secondo quando dicono le saghe Øystein e Sigurd Munn si accordarono per deporre da re il loro fratello Inge e spartirsi la sua parte di regno. Su esortazione di sua madre, Ingrid Ragnvaldsdotter, e del lendmann Gregorius Dagsson, Inge, decise di attaccare per primo ad un incontro programmato tra i tre re a Bergen. Sigurd Munn fu attaccato e ucciso dagli uomini di Inge prima ancora che Øystein raggiungesse la città.
Øystein e Inge raggiunsero quindi un flebile e poco duraturo accordo di tregua infatti i rapporti tra i due si deteriorarono in pochissimo tempo portando alla cattura e all'assassinio di Øystein in Bohuslän nel 1157. Non vi è la certezza che Inge avesse ordinato l'assassinio del fratello ma le conseguenze furono che i seguaci di Øystein e di Sigurd Munn non erano inclini ad accettare Inge come re. Si riunirono attorno a un nuovo pretendente al trono (kongsemne), il figlio di Sigurd Munn, Haakon Herdebrei (Haakon "spalle-larghe").
Questo sviluppo può essere considerato come l'inizio di un cambiamento nella storia delle Guerre civili e di una nuova fase delle stesse. Le fazioni in guerra non erano più, infatti, semplicemente seguaci di un singolo pretendente al trono ma rimanevano assieme e contrapposte anche dopo la morte del pretendente stesso, eleggendone uno nuovo. Infatti Haakon Herdebrei all'epoca in cui venne dichiarato re nel 1257 aveva solamente dieci anni ma i suoi seguaci continuarono a combattere contro la fazione di Inge arrivando alla vittoria in una battaglia ad Oslo e uccidendo Inge stesso.

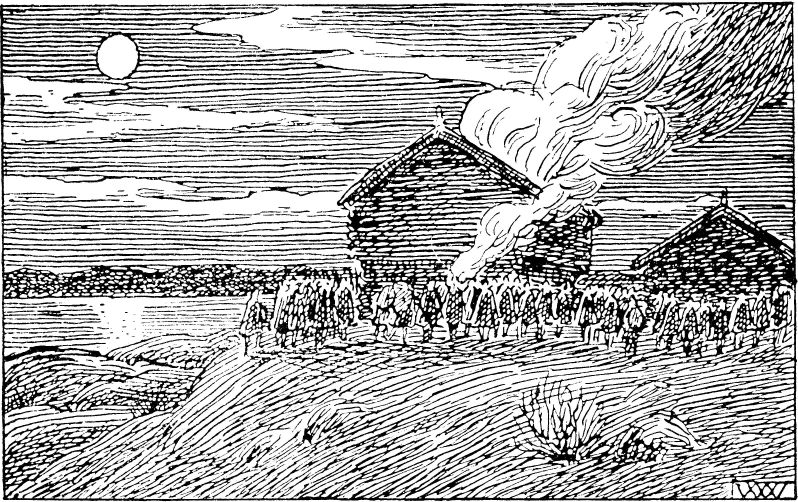
Erling Skakke dà fuoco ad una casa dei sostenitori di Sigurd Markusfostre
dipinta dall'artista Wilhelm Wetlesen nell'edizione del 1899 dell'Heimskringla.

### Magnus V e il coinvolgimento della Chiesa
I seguaci di Inge seguirono la stessa linea che avevano seguito i seguaci di Øystein quattro anni prima e dopo la morte del loro pretendente al trono ne elessero uno nuovo. Era l'infante Magnus Erlingsson, che all'epoca aveva solo cinque anni, figlio di uno dei loro più importanti leader, il lendmann Erling Skakke. La madre di Magnus era Kristin, la figlia di re Sigurd I il Crociato. Erling Skakke, con il titolo di jarl, era il vero e proprio capo e condottiero della fazione. L'anno dopo, nel 1162 riuscirono a sconfiggere e ad uccidere Haakon Herdebrei in una battaglia presso Sekken a Romsdalsfjord. Nel 1163 sconfissero anche un altro figlio di Sigurd Munn e pretendente al trono, Sigurd Markusfostre, il quale venne catturato e ucciso a Bergen.
L'azione da parte della fazione di Erling Skakke nell'eleggere Magnus Erlingsson come re e loro leader era per la storia delle Guerre civili molto rivoluzionaria. Magnus, infatti, traeva la sua discendenza reale da parte di madre ed era quindi l'unico re, fino a quel momento, a non esser stato figlio di un re. Per compensare a questa mancanza, la fazione di Erling e Magnus, si alleò con la Chiesa e introdusse un nuovo criterio nell'ordine di successione: il re doveva essere, d'ora in poi, figlio legittimo. Il loro vecchio leader, Inge Haraldsson, infatti, era l'unico dei fratelli ad essere figlio legittimo di Harald Gillekrist così come re Magnus Erlingsson era figlio legittimo di Erling e Kristin.
L'alleanza con la Chiesa, che era da poco diventata molto più organizzata in Norvegia con la creazione nel 1142 dell'Arcidiocesi di Nidaros, divenne un aspetto molto importante di consolidamento del potere per Erling e Magnus. Magnus fu infatti il primo re, all'età di sette anni, ad essere incoronato, a Bergen, con il nome di Magnus V di Norvegia. Venne anche scritta una legge di successione nella quale veniva stabilito che a regnare avrebbe dovuto essere il figlio maschio legittimo maggiore. Nel decennio successivo, la posizione di Magnus Erlingsson come re, con il vero potere nelle mani di Erling, sembrò intoccabile. Erling aveva spietatamente eliminato qualsiasi potenziale rivale di suo figlio, si era alleato con il re di Danimarca, Valdemaro I e aveva preso per sé l'area di Oslo con feudo personale.

### La nascita dei Birkebeiner e re Sverre

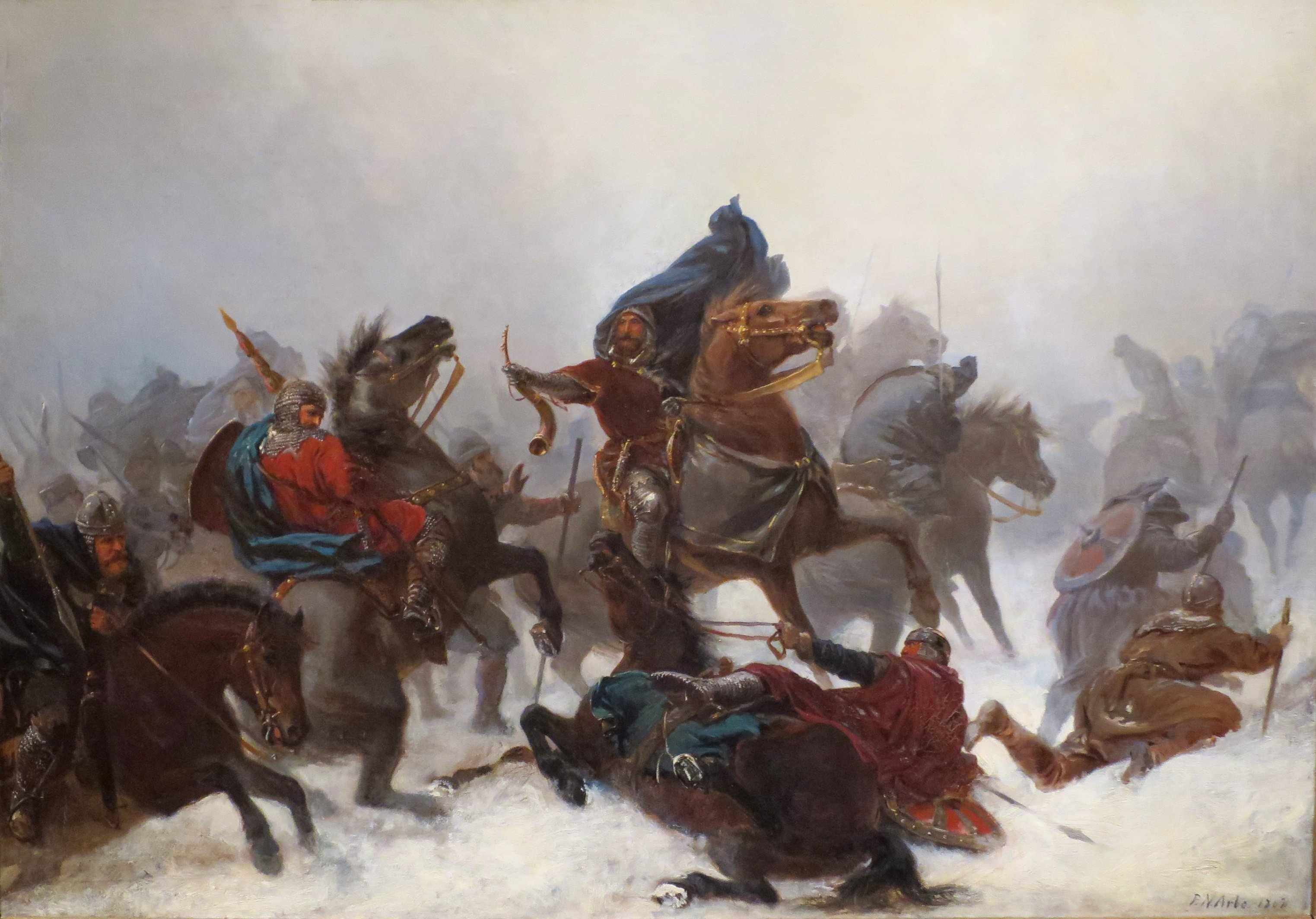
Re Sverre I attraversa le montagne di Voss
dipinta nel XIX secolo da Peter Nicolai Arbo

Nel 1174 nacque una nuova fazione, nella rivoluzione contro Magnus Erlingsson che si formò attorno alla figura del giovane Eystein Meyla (Øystein Møyla), uno dei figli di Øystein Haraldsson. Questa fazione venne chiamata in modo dispregiativo Birkebeiner in base al pregiudizio secondo cui i Birkebeiner fossero così poveri da avere le scarpe fatte di corteccia di Betulla (in norreno birken significava corteccia e beiner betulla). Eystein Meyla fu, però, ucciso dagli uomini di Erling e Magnus durante la battaglia di Re nel 1177. Dopo poco i Birkebeiner elessero Sverre Sigurdsson. Sverre era arrivato qualche tempo prima in Norvegia dalle Isole Fær Øer affermando di aver scoperto di essere figlio di re Sigurd Munn. La sua pretesa al trono messa molto in discussione in quanto pochi credevano realmente alla sua presunta discendenza e anche oggi gli storici sono dubbiosi al riguardo. Comunque, una volta ottenuta la leadership della fazione Birkebeiner, divenne una figura centrale per chiunque si opponesse al potere e alla politica di Erling e Magnus.
Alcuni storici materialisti moderni, hanno teorizzato un esempio di lotta di classe nella rivoluzione di Sverre e i Birkebeiner contro Erling e Magnus. Tuttavia, la misura in cui gli uomini di Sverre effettivamente rappresentassero gli strati più poveri della popolazione rimane controversa. È vero, infatti, che la maggior parte dei lendmenn, la nobiltà dell'epoca, fosse schierata con il re Magnus, ma è anche vero che Sverre convinse rapidamente molti di loro a schierarsi dalla sua parte. In ogni caso, i Birkebeiner non cercarono mai di cambiare l'ordine sociale della nazione, volevano semplicemente porsi alla sommità della stessa.
Nel 1179, Sverre ottenne un'importante vittoria nella battaglia di Kalvskinnet, nei dintorni di Nidaros, nella quale Erling Skakke venne ucciso. Da quel momento in poi, la regione Trøndelag, con Nidaros al centro, divenne una roccaforte di Sverre. Re Magnus continuò la lotta dopo la morte del padre, e rifiutò diverse offerte da parte di Sverre di dividere il regno tra di loro. nella Sverris saga (saga di Sverre), una saga dei re scritta a partire dal 1185 dai sostenitori di Sverre, viene ampiamente descritto quanto Magnus fosse popolare tra la gente comune, rendendo la lotta di Sverre contro di lui ancora più complicata. La guerra tra Sverre e Magnus imperversò per parecchi anni finché Magnus ad un certo punto dovette cercare rifugio in Danimarca. La battaglia di Fimreite, una battaglia navale decisiva per la sorte della guerra, durante il 1184 nel Sognefjord, provocò la morte di re Magnus e la vittoria di re Sverre.
Sverre governò la Norvegia fino al 1202, ma non fu mai in grado di ottenere periodi di pace duraturi. La Chiesa, alleata a re Magnus ed Erling Skakke, rimase aggressiva nella sua opposizione a Sverre durante il suo regno. Nel 1190, l'arcivescovo di Nidaros, Eirik Ivarsson, lasciò il paese, e nel 1194 ha ricevette il sostegno Papale nello scomunicare Sverre e ordinare ai restanti vescovi del Paese di unirsi a lui in esilio in Danimarca, cosa che fecero. Sverre fu, comunque, in grado di costringere uno dei suoi avversari più forti, il vescovo Nikolas Arnesson di Oslo, a incoronarlo re a Bergen nel 1194. Nel 1198, papa Innocenzo III pose la Norvegia sotto interdetto. Sebbene Sverre scrisse lettere false per dimostrare che la sua scomunica fosse stata sollevata, rimase, di fatto, scomunicato fino alla sua morte avvenuta nel 1202.
Molti pretendenti sorsero contro Sverre. Tra i più importanti fu Jon Kuvlung, figlio presunto di re Inge I. Venne nominato re dai suoi sostenitore 1185 e ucciso in battaglia a Bergen nel 1188. Un altro pretendente fu Sigurd Magnusson, un figlio illegittimo di re Magnus Erlingsson, eletto per essere re nel 1193 presso la Haugathing vicino Tønsberg. Dall'età di 13 anni, Sigurd fu una figura centrale di guida per la sua fazione. La sua guerra per ottenere il trono si conclusi dopo la sua sconfitta e la morte nella battaglia di Florvåg vicino Askøy, un'isola a nord di Bergen nel 1194.

### La nascita dei Bagler
Nel 1197, sorse la più importante sfida al regno di Sverre. Molti oppositori di spicco di Sverre, tra cui il vescovo Nikolas Arnesson di Oslo, fratellastro del vecchio re Inge I, e l'arcivescovo Eirik Ivarsson si incontrarono nella piazza del mercato di Halor in Scania, in quel periodo regione della Danimarca, in cui gli ecclesiastici norvegesi se ne erano andati. Scelsero un ragazzo, Inge Magnusson, figlio presunto di re Magnus Erlingsson come leader della loro fazione ed erede al trono. Questa fazione prese il nome di Bagler, da un'antica parola norvegese che significa pastorale. La guerra tra i Bagler, con l'aperto sostegno della Chiesa, e i Birkebeiner, durò per il resto del regno di Sverre. I Bagler non erano in grado di deporre Sverre con le proprie forze, ma nessuno fu in grado di ottenere una vittoria decisiva contro di loro. Quando Sverre morì per malattia, a Bergen nel 1202, fu il primo re di Norvegia a morire per cause naturali dopo re Sigurd il crociato nel 1130. Il suo ultimo atto fu quello di consigliare suo figlio legittimo, Haakon Sverresson, come erede al trono, per raggiungere un accordo con la Chiesa. Haakon divenne quindi il nuovo re per la fazione dei Birkbeiner, e, grazie a ciò, gli ecclesiastici norvegesi tornarono in Norvegia nello stesso anno, liberando il paese dall'interdetto. Privato della maggior parte del suo sostegno, il Bagler re Inge venne ucciso nello stesso anno.

### La seconda guerra dei Bagler e l'accordo di Kvitsøy
La scelta di Haakon Sverreson come sovrano sembrava aver pacificato il paese intero ma egli morì improvvisamente nel 1204. Il suo successore fu Guttorm l'infante, a cui seguì nello stesso anno Inge Bårdson come nuovo re. Da quel momento, in Danimarca, si riformò un consistente fronte di appoggio alla fazione Bagler che scelse un altro figlio di re Magnus Erlingsson, Erling Steinvegg come loro re. I Bagler furono aiutati dal re di Danimarca, Valdemaro II, e lanciarono un'invasione della Norvegia nel 1204, prendendo il controllo della zona di Oslo. Questa seconda guerra Bagler durò fino al 1208. Quando Erling Steinvegg si ammalò e morì nel 1207, gli successe come candidato dei Bagler Philip Simonsson, un nipote del re Inge I e di Nikolas, vescovo di Oslo, e la guerra continuò senza interruzioni. I Bagler erano più forti nell'area del Fiordo di Oslo, mentre Trøndelag era la roccaforte dei Birkebeiner, ma battaglie e imboscate avevano luogo in tutto il paese. Alla fine, i vescovi furono in grado di negoziare un accordo tra le due parti, che venne confermato in una riunione presso Kvitsøy nel 1208. L'accordo prevedeva che il re Bagler Philip Simonsson mantenesse il controllo sulla parte orientale della Norvegia, rinunciando, però, al titolo di re e lasciando re Inge come unico sovrano del paese. Philip continuò comunque ad atteggiarsi da re fino alla sua morte ma la pace tra Bagler e Birkebeiner durò fino al 1217.

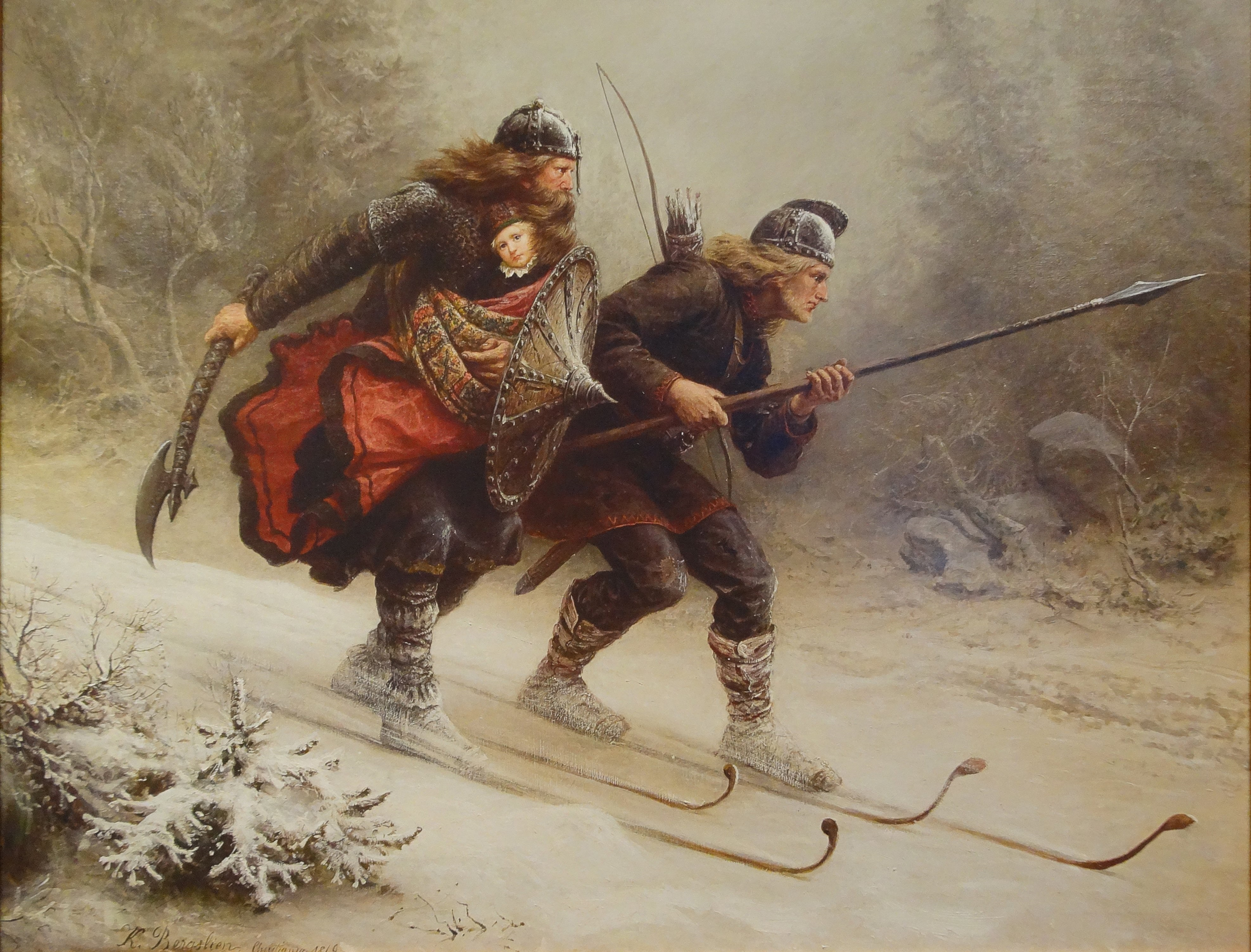
Il giovane Haakon Haakonsson trasportato al sicuro dai suoi nemici
dipinto nel XIX secolo da Knud Bergslien (1869)

### Riconciliazione tra Birkebeiner e Bagler
Nel 1217, il re Inge Bårdsson morì. I Birkebeiner, preoccupati di restare senza un leader in caso di un attacco da parte dei Bagler, scelsero il tredicenne Haakon Haakonsson come loro nuovo re, mentre il Jarl Skule Bårdsson divenne capo dell'esercito. Haakon Haakonsson era un figlio nato postumo di Haakon Sverresson, di cui, inizialmente, i Birkebeiner non erano a conoscenza quando Inge venne eletto il loro re nel 1204. Haakon arrivò infatti alla corte di re Inge nel 1206 dopo esser stato salvato da alcuni guerrieri Birkebeiner dai Bagler che lo cercavano per ucciderlo. Skule era il fratello di re Inge, e aveva personali disegni sul trono per sé, tuttavia, egli si accontentò per il momento della leadership dell'esercito, che lo rese, di fatto, l'uomo più potente del regno. Quando il re Bagler Philip Simonsson morì poco tempo dopo nello stesso anno, Skule si mosse rapidamente. Riuscì a convincere i Bagler a non eleggere un nuovo re per la loro fazione. La mossa diplomatica di Skule funzionò e i Bagler sciolsero ufficialmente il loro partito e giurarono fedeltà a Haakon Hakonsson, passato alla storia come Haakon IV. Elementi scontenti riguardo all'incoronazione di Haakon rimasero, e una rivolta scoppiata nella Norvegia orientale, guidata da un figlio di Erling Steinvegg, chiamato Sigurd Ribbung, si trascinò fino al 1227. Questa guerra si concluse con la morte di Sigurd avvenuta per cause naturali. Il 1227 viene a volte considerato come l'anno della fine dell'epoca delle guerre civili norvegesi, ma, il più delle volte, il termine viene esteso ad includere anche la rivolta di Skule Bårdsson nel 1239.
L'elezione di Haakon come re nel 1217 era nata per essere una soluzione temporanea, finché non fosse stato possibile raggiungere un accordo permanente, e Skule senza dubbio sperava che avrebbe presto potuto conquistare il trono. Nel corso di una riunione di tutti i più importanti uomini del regno a Bergen nel 1223, Skule lanciò la sua candidatura al trono di Norvegia in opposizione ad Haakon, insieme a Sigurd Ribbung e ad altri due pretendenti. Tuttavia, l'incontro si concluse con la conferma di Haakon come re di Norvegia. Una volta che Haakon crebbe, prese gradualmente le redini del potere nelle sue mani mentre il potere di Skule diminuiva costantemente. In un tentativo di preservare la pace tra i due, Haakon sposò la figlia di Skule, Margrét Skúladóttir nel 1225. Nel 1237 Skule fu nominato duca (hertogi) e fu la prima volta che il titolo venne utilizzato in Norvegia. Ciò non basto a pacificare i due e nel 1239 la loro ostilità sfociò in aperta battaglia dopo che Skule Bårdsson si autoproclamò re. Tuttavia, nonostante egli avesse supporto nelle regioni di Trøndelag, Opplandene e nel Viken orientale, non poté resistere alla forza militare di Haakon. La rivolta si concluse dopo la morte di Skule, nel 1240, lasciando Haakon come unico e incontrastato re di Norvegia. A questa data viene solitamente fatta coincidere la fine dell'era delle guerre civili norvegesi.

## Considerazioni sulle Guerre civili

### Considerazioni contemporanee
Guerre civili e conflitti interni tra famiglie reali erano eventi comuni nel Medioevo, in Norvegia così come in altri paesi d'Europa. Tuttavia, ci sono esempi di persone vissute durante lo svolgimento di questi eventi che hanno notato la particolarità di questo periodo, diverso da tutto ciò che era accaduto prima di esso. Teodorico il monaco, scrisse un'opera trattante la storia della Norvegia in latino (Historia de Antiquitate Regum Norwagensium) negli anni 1180. L'opera copre la storia della Norvegia tra il regno di Harald I fino alla morte di Sigurd I nel 1130. Theodoricus affermò che egli considerava
"totalmente sconveniente registrare per i posteri i crimini, gli omicidi, gli spergiuri, i parricidi, le dissacrazioni di luoghi santi, il disprezzo verso Dio, i saccheggi a scapito della Chiesa non meno che della gente comune, il rapimento delle donne e altre infamie che sarebbero lunghe da enumerare"

Lo storico Inglese William di Newburgh scrisse attorno al 1200 riguardo alla Norvegia che:
" ... più di un secolo addietro, nonostante la successione dei re fosse stata rapida, nessuno di essi finì i suoi giorni a causa di età o di malattia, ma erano tutti periti a causa della spada, lasciando la dignità dell'impero ai loro assassini come i loro legittimi successori , di modo che, in effetti, l'espressione "hai ucciso, e anche preso possesso?" [ cfr 1 Re 21:19 ] si poteva applicare a tutti coloro che regnarono per un così lungo lasso di tempo."

### Considerazioni moderne
Gli storici moderni hanno avanzato molti punti di vista e spiegazioni nei confronti delle guerre civili norvegesi. Le fonti contemporanee e le saghe, sottolineano con forza la natura personale dei conflitti: le guerre sorsero come conseguenza della lotta tra diverse persone che lottavano per il possesso del trono. Le leggi di successione poco chiare e la pratica di condivisione del potere tra diversi re contemporaneamente, diedero la possibilità ai conflitti personali di diventare guerre in piena regola. Recentemente, lo storico Narve Björgo ha suggerito che la pratica della condivisione del potere era in realtà un ottimo modo per governare il regno nel primo periodo dopo la sua unificazione, e che le tendenze alla centralizzazione, e al puntare su un regno unitario, furono fattori importanti per innescare le guerre. Edvard Bull ha anche sottolineato le animosità geografiche come una possibile causa scatenante del conflitto, sottolineando il fatto che i diversi pretendenti spesso trovavano il loro principale sostegno in alcune regioni del paese contrapposte ad altre. Altrettanto importante fu il coinvolgimento di potenze straniere tra cui i re danesi, e, in misura minore, quelli svedesi, che furono sempre pronti a dare il loro sostegno a determinate fazioni nelle guerre norvegesi, con l'obiettivo di estendere la propria influenza sulla Norvegia, in particolar modo alle regioni di Viken e al fiordo di Oslo.
Una spiegazione molto popolare agli albori della storiografia norvegese (tra fine '800 e inizio '900) era l'idea di un conflitto tra il potere reale e l'aristocrazia (i lendmenn). Secondo questo punto di vista, di storici come Peter Andreas Munch e Gustav Storm, l'aristocrazia vedeva il re come uno strumento attraverso cui governare il Paese. Di conseguenza, sostennero sempre i re considerati deboli, ma furono sconfitti dalla forza di re Sverre. Lo stesso punto di vista viene utilizzato riguardo al coinvolgimento della Chiesa. Queste spiegazioni persero di sostegno quando divenne chiaro che i lendmenn, molto spesso, fossero equamente divisi tra le fazioni in lotta tra loro, sia prima che dopo re Sverre. Knut Helle ha sottolineato come la Chiesa, dopo la morte di Sverre, abbia costantemente lavorato per ottenere di nuovo la pace e la stabilità cercando di fare da intermediario tra le fazioni in lotta.
Verso la metà del XX secolo, il materialismo storico ha guadagnato molta popolarità nella storiografia norvegese. I suoi sostenitori, tra cui Edvard Bull e Andreas Holmsen, hanno cercato di analizzare le guerre civili su una base sociale ed economica. Si presume in questa teoria, che la società norvegese divenne più stratificata durante il XII secolo, con grandi gruppi di agricoltori autonomi che scesero allo status di agricoltori affittuari, mentre i lendmenn e la Chiesa accumularono vaste proprietà terriere. Ciò creò conflitti che trovarono uno sbocco nelle guerre civili. Vi è anche un presupposto che alcune regioni, come parti del Trøndelag e le aree interne della Norvegia orientale, fossero più egualitarie e quindi contrarie alle regioni con una società più stratificata. Questi tentativi di introdurre una forma di lotta di classe come spiegazione ai conflitti ha perso sempre più terreno di recente, in quanto sembra che abbiano poco riscontro nelle fonti a disposizione. Non è stato, infatti, possibile dimostrare empiricamente che abbia realmente avuto luogo un aumento della stratificazione della società in questo periodo. Recenti studi sembrano, infatti, indicare che la stratificazione della società non fosse avvenuta. Knut Helle sottolinea il progressivo rafforzamento del potere reale, per tutto il periodo delle guerre civili. Quando il periodo si concluse, il concetto di regno unitario (contrastante l'idea della condivisione del potere) era ormai pienamente accettata, vi erano i primi segnali di un'amministrazione centralizzata e il potere del re era aumentato in modo che un re forte sarebbe stato in grado di contenere divisioni di tipo sociali o geografiche senza condurre una guerra aperta. In questa prospettiva, le guerre civili possono essere viste come l'ultima fase nel processo di unificazione della Norvegia in un unico regno.

## Fonti sulle Guerre civili
Le principali fonti per le vicende che riguardano le guerre civili sono le saghe dei re come Heimskringla, Fagrskinna e Morkinskinna che descrivono tutte il periodo fino all'anno 1177, anche se le parti del Morkinskinna ad oggi tramandate arrivano solo al 1157. Queste tre saghe furono scritte negli anni 1220 e 1230 e nel loro utilizzo come fonti storiche, si deve ricordare che esse vennero scritte dopo che fu trascorso un breve periodo dagli eventi che descrivono. Tuttavia, è probabile che esse fossero basate su lavori precedenti, in particolare sulla saga Hryggjarstykki, scritta attorno al 1150, andata persa, ma che era a disposizione degli autori delle tre saghe citate. Anche la breve saga Agrip descrive l'epoca delle guerre civili, ma la parte tramandata fino ad oggi narra solamente degli eventi precedenti al 1136. Il periodo tra il 1177 e il 1240 (e oltre) viene trattata in dettaglio nelle saghe contemporanee: la Sverris saga (che tratta del periodo 1177-1202), la saga dei Bagler (1202-1217) e la saga di Haakon Haakonsson (1217-1263). Queste saghe furono scritte poco dopo gli eventi che descrivono. Tuttavia, dato che non si sovrappongono, ci viene data una sola versione dei fatti (con la parziale eccezione della saga dei Bagler, della quale esiste una seconda versione, riguardante il periodo 1202-1209), e tendono ad essere focalizzate principalmente sul personaggio principale della saga. Riguardo al periodo finale dell'epoca delle guerre civili si possono trovare anche alcuni documenti ufficiali. La prima lettera reale norvegese fu infatti scritta dal re Bagler Philip Simonsson.

## Lista dei re e dei pretendenti al trono durante le guerre civili
I pretendenti al trono che si sono auto-nominati re, ma non sono elencati nella lista ufficiale dei re di Norvegia, sono scritti in corsivo.
- Magnus IV Sigurdsson o Magnus il cieco (1130–1135) (-1139)
- Harald IV Gille (1130–1136)
  - Sigurd Slembe: 1135-1139
- Sigurd II Haraldsson o Sigurd Munn (1136–1155)
- Inge I Haraldsson o Inge il Gobbo (1136–1161)
- Øystein II Haraldsson (1142–1157)
- Haakon II Sigurdsson o Haakon Herdebrei (1157–1162)
- Magnus V Erlingsson (1161–1184)
  - Sigurd Markusfostre: 1162-1163
  - Olav Ugjæva: 1166-1169
  - Eystein Meyla: 1174-1177
- Sverre I Sigurdsson (1177–1202)
  - Jon Kuvlung: 1185-1188
  - Sigurd Magnusson: 1193-1194
  - Inge Magnusson: 1196-1202
- Haakon III Sverresson (1202–1204)
- Guttorm I Sigurdsson (1204)
- Inge II Bårdsson (1204–1217)
  - Erling Steinvegg: 1204-1207
  - Filippus Simonsson o Philip Simonsson: 1207-1217
- Haakon IV Håkonsson o Haakon il Vecchio (1217–1263)
  - Sigurd Ribbung: 1220-1226
  - Knut Håkonsson: 1226-1227
  - Skule Bårdsson: 1239-1240